# ジャン・ティ・タン・トゥイー
ジャン・ティ・タン・トゥイー（ベトナム語: Trần Thị Thanh Thúy, 1997年11月12日 - ）は、ベトナムの女子バレーボール選手である。

## 来歴
両親の勧めで12歳の頃からバレーボールを始める。
2010年よりVTV Binh Dien Long Anでプレー。
2014年よりベトナム代表に選出される。同年のAVCカップに出場。2015年、アジア選手権に出場。以降も国際大会出場を続ける。
2015/16シーズンはタイのBangkok Glassでプレー。2015-16タイリーグ女子 (en) でチームは優勝を果たした。
2016年、VTV Binh Dien Long Anに戻り、ベトナムリーグでプレーし、ベストアウトサイドヒッター賞を受賞した。
2017年、U23ベトナム代表としてU23アジア選手権に出場し、ベストアウトサイドヒッター賞を受賞した。同年、ベトナムリーグでもチームの優勝に貢献し、自身もベストアウトサイドヒッター賞を受賞した。
2017/18シーズンは台湾でプレーした。
2018年、再びVTV Binh Dien Long Anに戻り、ベトナムリーグでチームの連覇に貢献し、MVPを受賞した。
2019年、U23ベトナム代表としてU23アジア選手権に出場し、ベストアウトサイドヒッター賞を受賞した。同年、V.LEAGUE DIVISION1 WOMEN（V1女子）に所属するデンソーエアリービーズに入団した。2020年退団。
2021年、V1女子に所属するPFUブルーキャッツに入団した。本来はアウトサイドヒッターの選手であるが、PFUでは主にミドルブロッカーでプレーしている。
2023年、自国ベトナム開催のアジアクラブ選手権に、ベトナム代表選手で編成される「スポート・センター1」の選手として出場。このチームでは再びアウトサイドヒッターでプレーした。チームの全勝優勝に貢献し、MVPとベストアウトサイドスパイカー賞を受賞した。同年に開催されたアジアチャレンジャーカップにベトナム代表として出場しチームの優勝に貢献。そちらでもMVPとベストアウトサイドスパイカー賞を受賞した。
2024年、シーズン終了後PFUを退団。トルコリーグのクゼイボルへの加入が発表されたが、負傷により11月に契約解除となった。
2025年、SVリーグの群馬グリーンウイングスに入団。

## 球歴
- ベトナム代表
  - アジア選手権 - 2015年、2017年
  - AVCカップ - 2014年、2016年、2022年
- U23ベトナム代表
  - U23アジア選手権 - 2017年、2019年

## 所属チーム
- VTV Binh Dien Long An（2010-2024年）
  -  Bangkok Glass（2015-2016年）
  -  Attack Line VC（2017-2018年）
  -  デンソーエアリービーズ（2019-2020年）
  -  PFUブルーキャッツ（2021-2024年）
- クゼイボル（2024年）
- Gresik Petrokimia（2025年）
- VTV Binh Dien Long An（2025年）
- 群馬グリーンウイングス（2025年-）

## 受賞歴
- 2016年 - ベトナムリーグ ベストアウトサイドヒッター賞
- 2017年 - U23アジア選手権 ベストアウトサイドヒッター賞
- 2017年 - ベトナムリーグ ベストアウトサイドヒッター賞
- 2018年 - ベトナムリーグ MVP
- 2019年 - U23アジア選手権 ベストアウトサイドヒッター賞
- 2023年 - アジアクラブ選手権 MVP、ベストアウトサイドスパイカー賞